# Кубинский ара
Кубинский ара или трёхцветный ара (лат. Ara tricolor) — вымершая птица семейства попугаевых.

## Внешний вид
Длина тела 45—50 см, крыла — 26—28 см. Был ярко-красного цвета, верх головы желтовато-красный, затылок жёлтый.

## Распространение
Обитал на Кубе и острове Исла де ла Хувентуд.

## Причины исчезновения

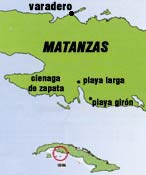
Болото Сьенага-де-Сапата

До 1800 года этот попугай был довольно широко распространён. Однако быстрое заселение острова, уничтожение лесов, которые заменялись кофейными, банановыми и другими плантациями, а также преследование ради яркого оперения и мяса, привело к исчезновению вида. К 1849 году оставалось всего 19 особей, обитающих в отдалённых районах. Популяции не удалось восстановиться. Последний попугай был убит приблизительно в 1864 году в окрестностях болота Сьенага-де-Сапата. По неподтверждённым данным, эти птицы ещё встречались вплоть до 1885 года.